# Pindobaçu (kommun)
Pindobaçu är en kommun i Brasilien.   Den ligger i delstaten Bahia, i den östra delen av landet, 1 000 km nordost om huvudstaden Brasília. Antalet invånare är 20 119.
Följande samhällen finns i Pindobaçu:
- Pindobaçu

Omgivningarna runt Pindobaçu är huvudsakligen savann. Runt Pindobaçu är det ganska glesbefolkat, med 25 invånare per kvadratkilometer.